# Hottinger & Cie
Ne doit pas être confondu avec Banque Hottinguer.
Pour les articles homonymes, voir Hottinger Group.
Hottinger & Cie a été fondée en 1968 par le baron Henri Hottinger en tant que division suisse du Hottinger Group connue comme l'une des premières banques privées créées en 1786 par la famille Hottinguer.

## Histoire

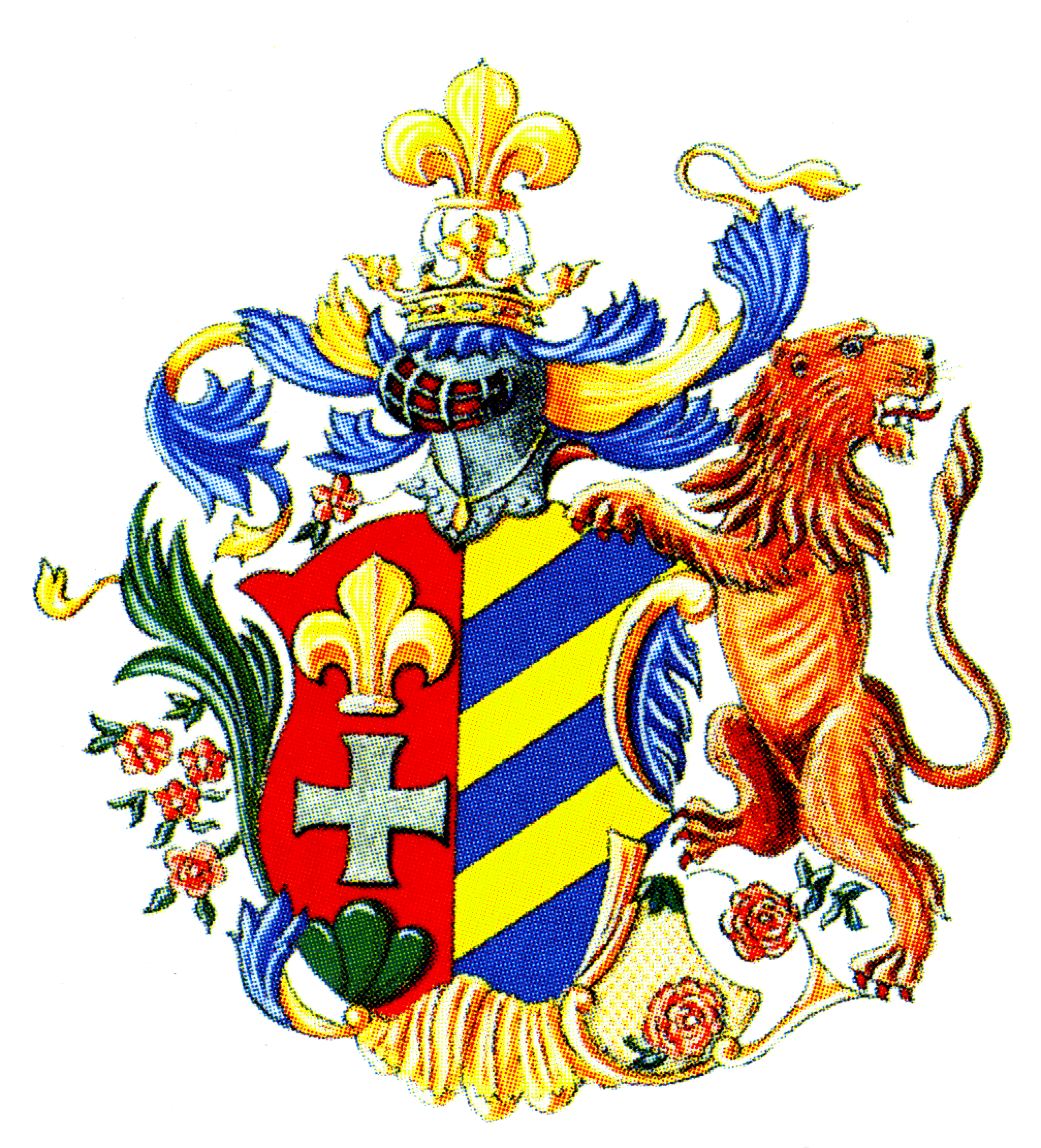
Armes suisses de la famille Hottinger.

À la fin du XVIIIe siècle, Hans-Konrad Hottinger, originaire de Zurich, s'installe à Paris et s'associe, fin 1786, à la création de l'établissement bancaire Rougemont, Hottinger & Cie. En 1799, Hans-Konrad adopte le prénom francisé de Jean-Conrad et ajoute la lettre « u » à son patronyme, devenant ainsi Jean-Conrad Hottinguer ; la compagnie, dont il est devenu seul propriétaire, se nomme alors Hottinguer & Cie. Celle-ci prospère rapidement et Jean-Conrad est fait baron de l'Empire par Napoléon Ier en 1810, titre transmissible au fils aîné à chaque génération.
La banque Hottinguer a été très active dans la vie économique française et a notamment participé à la création de la Compagnie générale des eaux (aujourd'hui Vivendi), ainsi qu’à celle de la compagnie d'assurances Drouot (à l’origine du groupe Axa). Elle faisait partie de ce qu'on appelait à l'époque la « Haute Banque ».
En 1997, cette banque parisienne est rachetée par le Crédit Suisse, qui effectue alors ses premiers pas dans la banque privée hexagonale sous le nom de Crédit Suisse Hottinguer.
En 2012, le nom de Banque Hottinguer est repris par un autre établissement financier Banque Hottinguer (créé en 1989 sous le nom de Société financière HR, devenue en 2006 HR banque et en 2007 Banque Jean-Philippe Hottinguer & Cie), qui est admis, en dépit de ces péripéties, dans l'Association des Hénokiens, regroupant des sociétés familiales bicentenaires. Simultanément, la Banque Hottinger & Cie (sans « u ») revendiquait, elle aussi, cet héritage. Elle est spécialisée en banque privée, asset management et corporate finance (Fusion acquisition).

## Hottinger &Cie
En 1968, Hottinger & Compagnie est créée à Zurich,, Dreikönigstrasse.
En 1981 est créé Hottinger Brothers à New York. En 1987 est créé Hottinger Capital Corp, qui gère alors le Swiss Helvetia Fund, coté au New York Stock Exchange. La banque s'implante ensuite à Genève en 1988.
Différentes branches de la famille se déchirent pour contrôler la banque. En 2008, après de multiples conflits et même des arbitrages, c'est la branche aînée, contrôlée par le baron Henri Hottinguer (1934-2015), qui se retrouve, pour un temps, seule aux commandes.
Puis, au cours de l'année 2009, le baron Rodolphe Hottinger (1956) (en), fils aîné de Henri, est exclu de la banque par sentence arbitrale en décembre 2010 à la suite d'une véritable guerre l'opposant à son frère cadet Frédéric Hottinger. Ce dernier est nommé président du conseil avec le soutien inconditionnel de son père Henri et de ses cousins Paul de Pourtalès et Jonathan Bowdler-Raynar.
Au mois de juin 2010, la banque quitte le statut de société en commandite et devient société anonyme. En novembre 2011, la banque annonce sa future fusion avec la banque Cramer (de) dont le siège est à Genève mais en mars de l'année suivante, cette tentative de fusion est mise en échec.
Frédéric Hottinger démissionne de son poste de président fin 2013.
Au début de l'année 2014, Nicolas de Ziegler, par ailleurs responsable de la délégation suisse de l'UMP, est nommé Exécutive Vice Président de la banque puis CEO, poste qu'il n'occupera que quelques mois. Frédéric Hottinger démissionne du conseil d'administration la même année.
Le 26 octobre 2015, 4 mois après la fin de la responsabilité illimitée de tous les anciens associés sur leurs avoirs personnels, la FINMA déclenche une procédure de faillite contre la Banque Hottinger & Cie SA,,,, qui est alors mise en liquidation. La banque Heritage située à Genève rachète une partie des actifs et embauche Paul de Pourtalès en tant que manager,. Il est écarté peu après et devient Senior Advisor au sein de la banque Hyposwiss grâce à l'un de ses amis qui n'est autre que le CEO de la banque. Là encore, cette expérience se solde par un échec et Pourtalès est obligé de quitter son poste.
À la mort de son père Henri en avril 2015, Frédéric Hottinger devient président de Sofibus, société immobilière basée en région parisienne. Il se fait domicilier aux Bahamas où il contrôle une banque avec un nouvel associé, Cyrille Vernes. Dès 2018, des mésententes surviennent entre les deux associés et une action en justice est entamée devant les tribunaux des Bahamas. Frédéric Hottinger n'obtient pas gain de cause. En 2016, ce dernier devient "Global Ambassador" d'un nouvel "Hottinger Group" avec des bases à Dublin, Londres, Luxembourg et Genève. Hottinger Investment Management prend la devise "Excellence, Vigilance" avec la date 1786. La guerre continue entre les deux frères, cette fois-ci pour des questions liées à la succession de leur père en France, en Suisse et au Luxembourg.

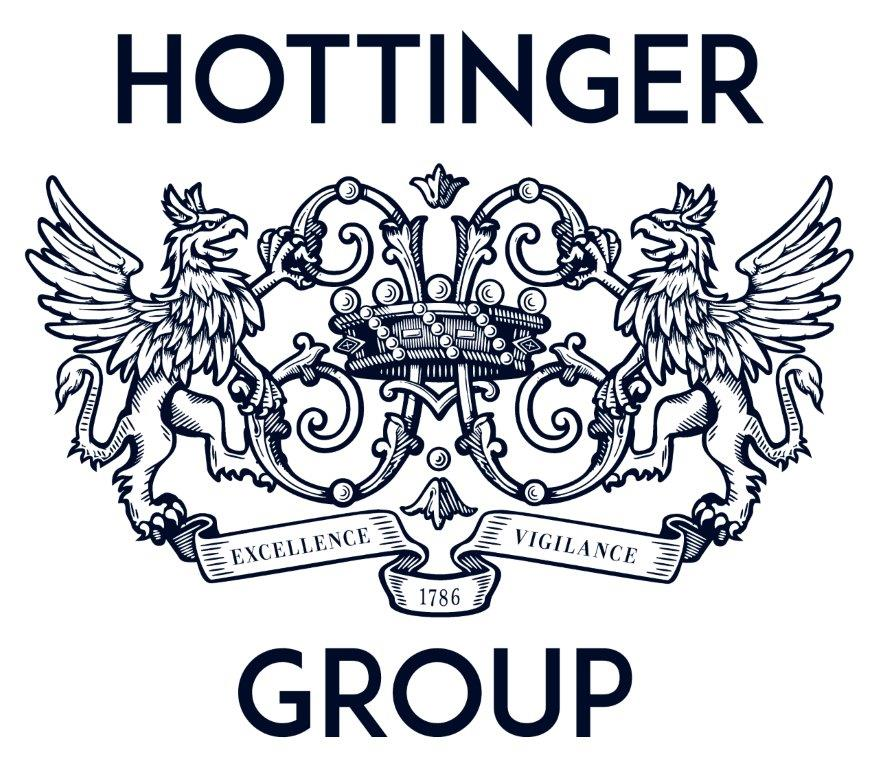

En 2017, la société financière Iteram d’Alexandre Col, ancien responsable de la multigestion alternative de Rothschild, fusionne avec Hottinger Luxembourg. Frédéric Hottinger demeure actionnaire et rejoint le conseil d’administration d’Iteram Investments,.
Dans l'affaire des Panama Papers, The Guardian révèle que les Hottinger détiennent plusieurs structures opaques,, ce qui est confirmé par le site de l'International Consortium of Investigative Journalists.
En janvier 2024, deux cadres de la banque, dont Paul de Pourtalès, sont poursuivis devant les tribunaux genevois par un des plus importants clients de la banque, Samuel Dossou-Aworet. Pourtalès est accusé de gestion déloyale aggravée et subsidiairement d’abus de confiance qualifié pour n'avoir pas exécuté le vendredi - avant la mise en faillite de la banque le lundi suivant - un ordre de virement de 89 millions de francs,,. Pour sa défense, Pourtalès prétend qui'il n'était pas au courant de la situation de détresse de la banque alors qu'il en était l'un des principaux actionnaires. Le procureur demande 18 mois de prison avec sursis. Les deux cadres sont intégralement acquittés.

## Gouvernance
Frédéric Hottinger et Rodolphe Hottinger ont été associés-gérants de la commandite pendant plus de vingt ans puis Frédéric Hottinger a été président et membre du conseil d'administration de la banque société anonyme de 2010 à 2014, soit un an à peine avant la faillite.
Les derniers membres du Conseil d'administration étaient Jean-Claude Roch (président), Patrice Caillat, Paul-André Roux, Jean-Charles d'Oncieu de Chaffardon et Paul Hottinger, frère du baron Henri.
Les derniers responsables d'activités stratégiques étaient André Reichlin (CEO), Paul de Pourtalès (Private Banking), Daniel Wintsch (CFO), Eric Jakubaas (COO) et William Raynar (Chief Investment Services & Strategy).